# 야마토촌 (효고현)
야마토촌(大和村)은 효고현 가사이군에 있던 촌이다. 현재의 다카정 야치요구 야마토에 해당한다.

## 역사
- 1889년 4월 1일 - 정촌제 시행에 의해 4촌의 구역을 가지고 성립하였다.
- 1954년 3월 25일 - 가사이군 노마다니촌과 신설합병해 야치요촌이 성립하여, 동일 야마토촌은 폐지되었다.

## 참고문헌
- 가도카와 일본지명대사전 28 효고현